# Joseph Ingraham (Entdecker)

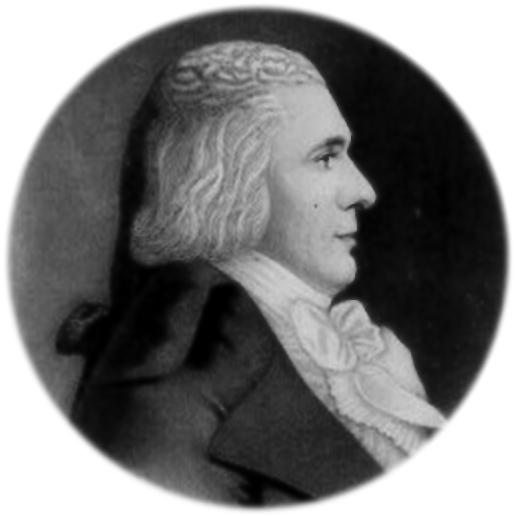
Joseph Ingraham

Joseph Ingraham (getauft 4. April 1762 in Boston, Province of Massachusetts Bay; † 1800, auf See verschollen) war ein amerikanischer Handelskapitän und Offizier in der United States Navy, der mehrere Inseln der Marquesas entdeckte.

## Frühe Jahre
Joseph Ingraham wurde in Boston, Massachusetts geboren. Das genaue Geburtsdatum ist nicht bekannt, getauft wurde er am 4. April 1762.
Während des Amerikanischen Unabhängigkeitskrieges diente er auf einem Schiff der amerikanischen Kolonisten, wurde von den Briten gefangen genommen und auf einem Gefängnisschiff inhaftiert. 1787 fuhr er während der Columbia-Expedition als Maat auf dem Dreimaster Columbia Rediviva, dem ersten amerikanischen Schiff, das unter Robert Gray die Erde umrundete. Nach seiner Rückkehr nach Boston im August 1790 übernahm er das Kommando über die für den Pazifikhandel bestimmte Brigg Hope des Reeders und Pelzhändlers Thomas H. Perkins.

## Reise in den Pazifik und Entdeckungen
Die Hope umrundete Kap Hoorn am 26. Januar 1791, segelte in den Pazifik, passierte die Desventuradas-Inseln, erreichte die Insel Hiva Oa und blieb dort bis zum 18. April 1791, um Vorräte zu ergänzen und notwendige Reparaturen vorzunehmen. Am 19. April segelte Ingraham Nordnordwest und sichtete um 16.00 Uhr zwei Inseln, die er Washington’s Island (Ua Huka) und Adams’s Island (Ua Pou) nannte, er ging jedoch zunächst nicht an Land. Eine Stunde später sah er zwei weitere Inseln, die er Lincoln’s Island (Motu One) und Federal Island (Nuku Hiva) taufte. Die Nacht verbrachte das Schiff vor Ua Huka, da Ingraham keinen geeigneten Landeplatz fand. Am nächsten Morgen kam es am Ostende der Insel zu einer Begegnung mit einem mit drei Männern besetzten Kanu. Am 20. April, um 18.00 Uhr, sichtete Ingraham eine kleine, felsige Insel, die er Franklins’ Island nannte. Es war die heute unbewohnte Insel Motu Iti, Ingraham sah jedoch Feuer der Ureinwohner. Am Folgetag, dem 21. April, kamen zwei weitere Inseln in Sicht: Knox Island (Eiao) und Hancock Island (Hatutu). Auch auf diesen Inseln landete Ingraham nicht.
Im Mai 1791 erreichte die Hope Hawaii, überquerte den Pazifik und ankerte in Macau. Dort erkrankte Ingraham und wurde ausgerechnet vom Schiffsarzt der Solide, dem Schiff von Étienne Marchand, versorgt. Marchand reklamierte für sich die Entdeckung derselben Marquesas-Inseln, musste nun jedoch feststellen, dass ihm Ingraham um zwei Monate zuvorgekommen war. Im Juli 1792 erreichte die Hope die Queen Charlotte Islands und den Nootka-Sund, um Pelze aufzunehmen und kehrte über China und Hawaii zu Beginn des Jahres 1793 nach Boston zurück. Ingraham unternahm noch eine weitere Handelsreise nach Hawaii.

## Späte Jahre und Tod
Während des unerklärten Krieges zwischen Frankreich und den Vereinigten Staaten 1798 bis 1800 diente Ingraham als Leutnant in der United States Navy auf dem Schoner USS Pickering. Das Schiff segelte am 20. August 1800 von New Castle (Delaware) ab und wurde nie mehr gesehen.